# Гляденьский сельсовет
Гляденьский сельсовет — сельское поселение в Благовещенском районе Алтайского края Российской Федерации.
Административный центр — село Глядень.

## История
Статус и границы сельского поселения установлены Законом Алтайского края от 2 декабря 2003 года № 64-ЗС «Об установлении границ муниципальных образований и наделении их статусом сельского, городского поселения, городского округа, муниципального района».

## Население
| 1997  | 1998  | 1999  | 2000  | 2001  | 2002  | 2003  | 2004  | 2005  | 2006  |
| ----- | ----- | ----- | ----- | ----- | ----- | ----- | ----- | ----- | ----- |
| 1946  | ↘1879 | ↗1925 | ↘1848 | ↗1948 | ↘1938 | ↘1805 | ↘1800 | ↘1702 | ↘1665 |
| 2007  | 2008  | 2009  | 2010  | 2011  | 2012  | 2013  | 2014  | 2015  | 2016  |
| ↘1610 | ↘1601 | ↗1607 | ↘1453 | ↘1447 | ↘1431 | ↘1407 | ↘1356 | ↗1357 | ↘1342 |
| 2017  | 2018  | 2019  | 2020  | 2021  |       |       |       |       |       |
| ↗1357 | ↘1311 | ↘1294 | ↘1290 | ↘1272 |       |       |       |       |       |

Гендерный состав
По результатам Всероссийской переписи населения 2010 года, численность населения муниципального образования составила 1453 человека, в том числе 690 мужчин и 763 женщины.

## Состав сельского поселения
| № | Населённый пункт | Тип населённого пункта       | Население |
| - | ---------------- | ---------------------------- | --------- |
| 1 | Глядень          | село, административный центр | ↘684      |
| 2 | Глядень-2        | село                         | ↘278      |
| 3 | Глядень-3        | село                         | ↗296      |
| 4 | Глядень-4        | село                         | →149      |